# Naoki Kawaguchi
Naoki Kawaguchi (jap. 川口 尚紀, Kawaguchi Naoki; * 24. Mai 1994 in Nagaoka, Präfektur Niigata) ist ein japanischer Fußballspieler. 

## Karriere

### Verein
Naoki Kawaguchi erlernte das Fußballspielen in der Jugendmannschaft von Albirex Niigata. Hier unterschrieb er 2013 auch seinen ersten Profivertrag. Der Verein aus Niigata, einer Großstadt in der gleichnamigen Präfektur Niigata auf Honshū, der Hauptinsel von Japan, spielte in der höchsten Liga des Landes, der J1 League. Von 2014 bis 2015 spielte er siebenmal in der J.League U-22 Selection. Diese Mannschaft, die in der dritten Liga, der J3 League, spielte, setzte sich aus den besten Nachwuchsspielern der höherklassigen Vereine zusammen. Das Team wurde mit Blick auf die Olympischen Sommerspiele 2016 in Rio de Janeiro gegründet. Die Auswahl der Spieler erfolgte auf wöchentlicher Basis aus einem Pool, für den jeder Verein förderungswürdige Talente benennen konnte; die Zusammensetzung der Mannschaft variierte daher sehr stark von Spiel zu Spiel. 2016 wurde er an den Zweitligisten Shimizu S-Pulse nach Shimizu ausgeliehen. Mit Shimizu wurde er am Ende der Saison Vizemeister und stieg in die erste Liga auf. Der ebenfalls in der zweiten Liga spielende Kashiwa Reysol lieh ihn von Mitte 2019 bis Januar 2020 aus. Mit dem Club aus Kashiwa wurde er am Ende der Saison Meister der zweiten Liga und stieg in die erste Liga auf. Nach Vertragsende in Niigata wurde er Anfang 2020 von Kashiwa fest verpflichtet. Im Januar 2025 wechselte er auf Leihbasis nach Iwata zum Zweitligisten Júbilo Iwata.

### Nationalmannschaft
2011 spielte Naoki Kawaguchi viermal in der japanischen U17–Nationalmannschaft. 2012 trug er dreimal das Trikot der U19. Einmal spielte er 2015 für die U21–Nationalmannschaft.

## Erfolge
Shimizu S-Pulse
- J2 League

Vizemeister: 2016  ▲
Kashiwa Reysol
- J2 League: 2019  ▲